# 디스코 크리스마스
《디스코 크리스마스》는 1978년 11월 발매된 현이와 덕이의 캐럴 음반이다.

## 곡 목록
다음 곡 목록은 LP 기준이다.
Side one
1. "징글 벨" (외국곡) - 03:35
2. "루돌프 사슴코" (외국곡) - 02:44
3. "실버 벨" (외국곡) - 03:52
4. "싼타할아버지 오시네" (외국곡) - 02:06
5. "북치는 소년" (외국곡) - 02:33
6. "송년가" (외국곡) - 02:55

Side two
1. "마리아" (장덕 작사 / 장덕 작곡) - 03:47 - from 순진한 아이 '78

## 관련 기사
- 1978년 12월 1일 동아일보 "크리스마스 캐럴 40여종이 손짓" at Naver newslibrary
- 1978년 12월 4일 동아일보 "디스코 물결 타는 크리스마스 캐럴" at Naver newslibrary
- 1979년 1월 30일 동아일보 "가요계에...디스코 강풍이 분다" at Naver newslibrary